# Епархия Хирты
Епархия Хирты (лат. Dioecesis Hirtensis) — упразднённая епархия Ассирийской церкви Востока, в настоящее время титулярная епархия Римско-Католической и Халдейской католической церквей.

## История
Античный город Хирта, идентифицируемый с археологическими раскопками, находящимися поблизости иракского города Ан-Наджаф, с 410 по 1012 год был центром одноимённой епархии ассирийской церкви Востока. Епархия Хирты находилась в прямом подчинении ассирийского католикоса Селевкии.
До раскола, который состоялся в 484 году, епископы Хирты находились в общении с остальными христианскими церквями. В это период известны два епископа Хирты.
С 2004 года епархия Хирты является титулярной епархией Римско-Католической и Халдейской католической церквей.

## Епископы
- епископ Хосея (упоминается в 410 году);
- епископ Шемон (упоминается в 424 году).

## Титулярные епископы
- епископ Андраос Абуна (1.09.2004 — 27.07.2010);
  - вакансия.